# Выборы в Европейский парламент во Франции (1979)
Выборы в Европейский парламент во Франции прошли 10 июня 1979. Это были первыми в истории европейскими выборами. Франция была представлена делегацией из 81 депутата, которые распределялись по пропорциональной избирательной системе между политических партий, прошедших 5-% избирательный барьер. В результате выборов четыре политические партии получили мандаты Европарламента. Явка составила 61,7%. Европарламент включал 410 депутатов из 9 стран Европейского экономического сообщества.

## Результаты
| Партия                              | Партия                                                        | Главный кандидат                    | Голоса     | %      | +/– | Места | +/– |  |
| ----------------------------------- | ------------------------------------------------------------- | ----------------------------------- | ---------- | ------ | --- | ----- | --- |  |
|                                     | Союз за французскую демократию (UDF)                          | Симона Вейль                        | 5 588 851  | 27,61  | —   | 25    | —   |  |
|                                     | Социалистическая партия (PS) + Радикальная левая партия (MRG) | Франсуа Миттеран                    | 4 763 026  | 23,53  | —   | 22    | —   |  |
|                                     | Коммунистическая партия (PCF)                                 | Жорж Марше                          | 4 153 710  | 20,52  | —   | 19    | —   |  |
|                                     | Объединение в поддержку республики (RPR)                      | Жак Ширак                           | 3 301 980  | 16,31  | —   | 15    | —   |  |
|                                     | Зелёные (MEP)                                                 | Соланж Ферне                        | 888 134    | 4,39   | —   | 0     | —   |  |
|                                     | Прочие партии                                                 | Прочие партии                       |            | 7,68   | —   | 0     | —   |  |
| Действительных голосов              | Действительных голосов                                        | Действительных голосов              | 20 242 347 | 94,78  |     |       |     |  |
| Пустые и недействительные бюллетени | Пустые и недействительные бюллетени                           | Пустые и недействительные бюллетени | 1 114 613  | 5,22   |     |       |     |  |
| Всего                               | Всего                                                         | Всего                               | 21 356 960 | 100,00 | —   | 81    | —   |  |
| Количество избирателей/ Явка        | Количество избирателей/ Явка                                  | Количество избирателей/ Явка        | 35 180 531 | 60,71  | —   |       |     |  |
| Источник: France-politique.fr       |                                                               |                                     |            |        |     |       |     |  |